# Referendum costituzionale in Serbia del 2006
Dopo l'indipendenza del Montenegro e la fine della Confederazione serbo-montenegrina fu necessario il cambiamento della costituzione.

## Variazioni
Ci furono importanti variazioni rispetto alla costituzione del 1992.
Nel primo articolo, la Serbia è definita come uno "stato del popolo serbo e di tutti i suoi cittadini", e nel preambolo il Kosovo è definito come "parte integrante" della Serbia con "autonomie fondamentali". Inoltre, definisce la Serbia come stato indipendente per la prima volta dal 1918. Tra i 200 articoli della Costituzione vi sono altre garanzie dei diritti delle minoranze, così come dei diritti umani in generale. Si concede una forma di autogoverno per la provincia della Voivodina. È vietata inoltre la pena di morte e la clonazione umana. Inoltre, fa l'alfabeto cirillico solo per uso ufficiale, mentre prevede disposizioni per le lingue minoritarie da utilizzare a livello locale. 
Differenze tra la nuova costituzione e quella del 1992: 
- Solo la proprietà privata, aziendale e pubblica è riconosciuta;
- I cittadini stranieri potranno diventare proprietari di immobili;
- Riconfermati sono tutti i giudici e la Corte Costituzionale;
- Il Presidente è il comandante in capo dell'esercito;
- Piena indipendenza è concessa alla Banca nazionale di Serbia;
- Alla Vojvodina è concessa l'autonomia economica;
- La Serbia ha un inno ufficiale:Bože Pravde;
- I diritti dei consumatori, delle madri e dei bambini sono particolarmente protette;
- Ogni cittadino ha il diritto di ottenere informazioni di importanza pubblica;
- Il matrimonio è definito come "unione tra un uomo e una donna".

## Risultati

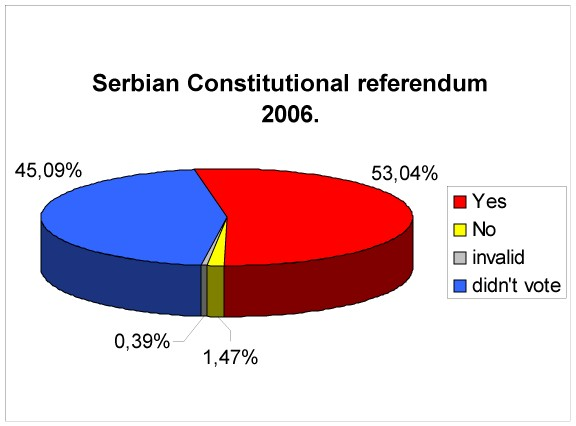
Grafico dei risultati

Votanti:3.645.517 (54,91% dei suffragi) di cui:
- Sì alla costituzione: 53,04%
- Non si è espresso: 46,09%
- No alla costituzione: 1,47%
- Voti invalidati: 0,39%